# Quận Pinellas, Florida
Quận Pinellas là một quận thuộc tiểu bang Florida, Hoa Kỳ. Quận lỵ đóng ở Clearwater6. 
Dân số theo điều tra năm 2000 của Cục điều tra dân số Hoa Kỳ là 916.542 người.

## Địa lý
Theo Cục điều tra dân số Hoa Kỳ, quận này có diện tích 1570 km2, trong đó có 870 km2 là diện tích mặt nước.